# Markham (Teksas)
Markham – jednostka osadnicza w Stanach Zjednoczonych, w stanie Teksas, w hrabstwie Matagorda.